# Hydraphaenops
Hydraphaenops is een geslacht van kevers uit de familie van de loopkevers (Carabidae). De wetenschappelijke naam van het geslacht is voor het eerst geldig gepubliceerd in 1926 door Jeannel.

## Soorten
Het geslacht Hydraphaenops omvat de volgende soorten:
- Hydraphaenops alfambrai Lagar Mascaro, 1979
- Hydraphaenops blancheti A. Gaudin, 1947
- Hydraphaenops bourgoini Jeannel, 1946
- Hydraphaenops chaudoirii Brisout da Banneville, 1867
- Hydraphaenops ehlersi Abeille de Perrin, 1872
- Hydraphaenops elegans A. Gaudin, 1945
- Hydraphaenops galani Espanol, 1968
- Hydraphaenops gracilis A. Gaudin, 1947
- Hydraphaenops longicollis Joffre, 1931
- Hydraphaenops minos Linder, 1860
- Hydraphaenops mouriesi Genest, 1983
- Hydraphaenops navaricus Coiffait et A. Gaudin, 1950
- Hydraphaenops pandellei Linder, 1859
- Hydraphaenops pecoudi A. Gaudin, 1938
- Hydraphaenops penacollaradensis Dupri, 1991
- Hydraphaenops sobrarbensis Lagar Mascaró et Hernando, 1987
- Hydraphaenops vandeli Coiffait, 1969
- Hydraphaenops vasconicus Jeannel, 1913